# Старомансуркино
Старомансу́ркино — село в Похвистневском районе Самарской области, входит в состав сельского поселения Старый Аманак.

## География
Село находится на расстоянии примерно 21 км (по прямой) к северо-западу от города Похвистнево, административного центра района.

### Часовой пояс
Село Старомансуркино, как и вся Самарская область, находится в часовой зоне МСК+1. Смещение применяемого времени относительно UTC составляет +4:00.

## История
Село было основано не позднее первой половины XVIII века. Первоначально заселялось татарско-чувашско-мордовским населением. Названо по личному имени Мансур. «Старым» стало именоваться после возникновения Нового Мансуркина, куда переселилась татарская часть населения.

## Население
| 2010 |
| ---- |
| 67   |

### Национальный состав
Согласно результатам переписи 2002 года, в национальной структуре населения эрзя составляли 76 % из 90 чел.